# Elsterwerdaer Platz
Elsterwerdaer Platz – plac w Berlinie, w Niemczech, w dzielnicy Biesdorf, okręgu administracyjnym Marzahn-Hellersdorf.  
Przy placu znajduje się stacja metra linii U5 Elsterwerdaer Platz.